# Tegella incrustata
Tegella incrustata är en mossdjursart som beskrevs av Silén 1941. Tegella incrustata ingår i släktet Tegella och familjen Calloporidae. Inga underarter finns listade i Catalogue of Life.